# Bélaia Glina
Bélaia Glina - Белая Глина (rus) - és un poble del krai de Krasnodar, a Rússia. Es troba a la vora del riu Rassipnaia. És a 184 km al nord-est de Krasnodar.

## Història
La vila fou fundada el 1820. El primer colon era un camperol de la guvèrnia de Vorónej que es deia Riaboixapko. El poble deu el seu nom als dipòsits de terrissa blanca.
En un primer moment s'incorporà a la guvèrnia de Stàvropol. El 2 de juliol del 1924 fou designat centre administratiu d'un raion i el 1937 s'incorporà al krai de Krasnodar.